# 張延鴻
張延鴻（?—?），河南省光州直隸州商城縣人，清朝政治人物、同進士出身。
光緒十六年（1890年），参加光緒庚寅科殿試，登進士三甲48名。同年五月，著交吏部掣签，分发各省以知县即用。